# Mindre timmerman
Mindre timmerman (Acanthocinus griseus), är en skalbagge i familjen långhorningar. Den hör till samma släkte som större timmerman. Som larv lever den i döda tallar eller granar.

## Kännetecken
Mindre timmerman blir 9-12 millimeter lång, möjligen upp till 14 millimeter. Skalbaggen är långsmal, platt och gråspräcklig och har mycket långa antenner, betydligt längre än skalbaggens kropp. Särskilt långa är hanens antenner, de är minst två gånger så långa som kroppen, medan honans antenner är lite kortare, cirka en och en halv gång så långa som kroppen. De enskilda antennsegmenten är tvåfärgade, gråvita mot basen och mörka mot spetsen. Förutom längre antenner har hanen även lite längre ben än honan. Ett annat sätt att se skillnad på hane och hona är att honan vid bakkroppsspetsen har ett långt utstickande äggläggningsrör.

### Larv
Den mindre timmermannens larv kan nå en längd på upp till 20 millimeter. Den har inga synliga ben och är till utseendet vit med korta gulaktiga taggliknande utskott på det första bröstsegmentet. Dessa taggar sitter ordnade i två fält och på sidorna och framför dessa fält finns tätt med fina borst.

## Utbredning
Mindre timmerman förekommer i Europa främst i de mellersta, södra och nordöstra delarna. Den är påträffad i Sverige, Norge och Finland, men inte i Danmark. Den finns i de baltiska länderna och i Ryssland, österut till Sibirien. Gränsen för dess förekomst österut är Korea och Japan.
I Sverige är arten rödlistad som nära hotad.

## Levnadssätt
Mindre timmerman lever som larv i döda tallar eller granar. Lämpliga yngelträd bör inte ha varit döda för länge, helst ska de ha dött ganska nyligen. Den lockas särskilt av brända träd. Ännu stående träd verkar föredras, men även omkullfallna träd kan fungera som yngelsubstrat. Larven gnager slingrande gångar, i innerbarken på stammen eller grova grenar. Det tar ett till två år för den att utvecklas. Då larven är färdigvuxen förpuppar den sig. Förpuppningen sker med början från slutet av maj till juni. De fullbildade skalbaggarna kan påträffas under juni och juli. Skalbaggen är nattaktiv och gömmer sig på dagen under barkflagor. Dess gråspräckliga färgteckning är ett bra kamouflage då den sitter på en trädstam. Om skalbaggen lyfts upp kan den låta höra ett gnisslande ljud.